# Gloria Hendry
Gloria Hendry (Winter Haven, 3 marzo 1949) è un'attrice e modella statunitense.
È nota principalmente per aver interpretato alcuni film appartenenti al genere blaxploitation, come Rubare alla mafia è un suicidio (1972), Black Caesar - Il Padrino nero (1973) e Johnny Svelto (1974)
Nel 1973 è stata la prima Bond girl afroamericana della storia del cinema, interpretando il ruolo di Rosie Carver in Agente 007 - Vivi e lascia morire.

## Biografia
Di origini indiane, africane, cinesi e irlandesi, Gloria Hendry è nata in Florida ed è cresciuta a Newark. Il suo primo impiego è stato come segretaria per la NAACP, in un ufficio di New York. Successivamente iniziò una carriera di modella e, tra il 1965 e il 1972, lavorò in veste di coniglietta nel club di New York della celebre rivista maschile Playboy.
Nel 1968 debuttò come attrice, interpretando un piccolo ruolo in For Love of Ivy, accanto a Sidney Poitier. Nel 1970 fu diretta da Hal Ashby in Il padrone di casa.
Nel 1972 interpretò il suo primo film di genere blaxploitation, Rubare alla mafia è un suicidio. Il suo primo ruolo importante lo ebbe nel 1973, in Black Caesar - Il Padrino nero e nel suo sequel Tommy Gibbs criminale per giustizia,  dove affiancò Fred Williamson. Lo stesso anno interpretò la Bond girl Rosie Carver in Agente 007 - Vivi e lascia morire. Nel 1974 fu la co-protagonista di Johnny Svelto, un film di blaxploitation contaminato con i film di kung fu, e la protagonista assoluta di Savage Sisters.
Dopo la fine della blaxploitation, la Hendry apparve in alcune serie televisive come Falcon Crest e Hunter. La sua ultima interpretazione risale al 2005, nel cortometraggio Seven Swans.

## Filmografia

### Cinema
- For Love of Ivy, regia di Daniel Mann (1968)
- Il padrone di casa (The Landlord), regia di Hal Ashby (1970)
- Rubare alla mafia è un suicidio (Across 110th Street), regia di Barry Shear (1972)
- Black Caesar - Il Padrino nero (Black Caesar), regia di Larry Cohen (1973)
- Agente 007 - Vivi e lascia morire (Live and Let Die), regia di Guy Hamilton (1973)
- Un duro al servizio della polizia (Slaughter's Big Rip-Off), regia di Gordon Douglas (1973)
- Tommy Gibbs criminale per giustizia (Hell Up in Harlem), regia di Larry Cohen (1973)
- Johnny Svelto (Black Belt Jones), regia di Robert Clouse (1974)
- Savage Sisters, regia di Eddie Romero (1974)
- Bare Knuckles, regia di Don Edmons (1977)
- Galeotti sul pianeta Terra (Doin' Time on Planet Earth), regia di Charles Matthau (1988)
- Pumpkinhead II: Blood Wings, regia di Jeff Burr (1994)
- South Bureau Homicide, regia di Mark J. McLaughlin (1996)
- Lookin' Italian, regia di Guy Magar (1998)
- Seven Swans, regia di Den Serras (2005) - cortometraggio

### Televisione
- Love, American Style – serie TV, 1 episodio (1973)
- Poliziotto di quartiere (The Blue Knight) – serie TV, 1 episodio (1976)
- The Brady Brides – serie TV, 1 episodio (1981)
- Emerald Point N.A.S. – serie TV, 1 episodio (1984)
- Falcon Crest – serie TV, 1 episodio (1987)
- Hunter – serie TV, 1 episodio (1990)
- Seeds of Tragedy, regia di Martin Donovan – film TV (1991)